# Graptacme acutistriata
Graptacme acutistriata är en blötdjursart som beskrevs av Steiner och Kabat 2004. Graptacme acutistriata ingår i släktet Graptacme och familjen Dentaliidae. Inga underarter finns listade i Catalogue of Life.